# Mickey Mouse (série)
Cet article concerne la série de courts-métrages. Pour le personnage, voir Mickey Mouse.
Pour plus de détails, voir Fiche technique et Distribution.
Le personnage de Mickey Mouse est le héros d'une série de courts métrages d'animation homonyme qui a débuté officiellement le 18 novembre 1928 (trois courts métrages avaient déjà connu des présentations devant le public à partir de mai 1928).
La série connait un important succès et permet au studio Disney de produire une seconde série de courts métrages, les Silly Symphonies, dès 1929 et de commercialiser des produits dérivés. Elle passe en couleurs à partir de 1935, avant de réduire son rythme de production au début des années 1940.
Le personnage de Mickey apparait à cette époque dans des séquences de longs métrages comme L'Apprenti sorcier (segment de Fantasia) en 1940 ou Mickey et le Haricot magique (deuxième partie du long-métrage Coquin de printemps) en 1946, provoquant une dissociation de la série et du héros.
Après une pause entre 1943 et 1946, elle reprend jusqu'en 1953, année où Walt Disney met fin à toutes les séries de courts métrages, sauf les Donald Duck, les films éducatifs et quelques courts atypiques.

## Historique

### Un remplaçant pour Oswald
La série ayant pour héros Mickey Mouse est créée en 1928 pour remplacer celle avec Oswald, dont Disney venait de perdre les droits,. La série Oswald le lapin chanceux avait été créée au début de l'année 1927. Elle était produite par les studios Disney sous contrat avec Charles Mintz et distribuée par Universal Pictures. Après presque un an d'existence, Oswald est relativement populaire et rapporte de l'argent.
Courant février 1928, Walt Disney se rend à New York pour négocier avec Mintz une part de revenus plus importante pour chaque film. Mais il est abasourdi — Leonard Mosley précise : « outré de la perfidie, le cœur brisé par la déloyauté » — quand l'homme d'affaires lui annonce que non seulement il souhaite réduire les coûts de productions part, mais qu'en plus il prend sous contrat la plupart de ses principaux animateurs. Mintz menace Disney de créer son propre studio s'il n'accepte pas de réduire ses coûts de production. En outre, c'est Universal, et non pas Disney, qui détient, à cause d'un contrat signé un peu rapidement par Walt, la marque commerciale sur Oswald le Lapin, ce qui signifie qu'il peut très bien se passer de lui pour faire ses films.
Disney refuse. Micheal Barrier indique que Disney quitte New York le 13 mars 1928, pour retourner à Los Angeles, après trois semaines de négociation avec Winkler. Walt perd alors la majeure partie de son équipe d'animation. Lui, Iwerks et quelques « fidèles » (dont Les Clark) commencent alors à travailler secrètement sur un nouveau personnage pour remplacer Oswald le Lapin tandis que le reste de l'équipe poursuit la production d'Oswald. Parmi les animateurs qui ne partiront pas, certains ne sont pas mis dans la confidence de la naissance de ce nouveau personnage comme Johnny Cannon. Walt n'oubliera jamais ce revers et prendra à l'avenir soin de s'assurer la détention des droits sur chaque création.

### Naissance d'une souris
Les biographes de Disney ne sont pas réellement d'accord sur la période précise de la création de Mickey et plusieurs dates différentes circulent. Thierry Steff dans Bon Anniversaire, Mickey ! s'est vu obligé de reconstruire les agendas possibles de l'année 1928 en fonction des propos tenus par plusieurs des protagonistes de l'époque, mais sans réussir à définir une histoire précise. Les dates fluctuent entre fin janvier et le 21 mai 1928, date à laquelle Walt dépose une marque pour Mickey Mouse.
Pour Leonard Mosley, Walt Disney a réalisé des croquis et conçu une personnalité pour un nouveau personnage dans un train qui le ramenait en Californie, précisément après le passage de Pasadena. Dès son retour, il demande à Ub Iwerks de s'atteler à la création d'un nouveau personnage.
Dans des interviews reprises par Pierre Lambert, Walt déclare avoir conçu directement une souris dans le train tandis qu'Iwerks déclare dans une interview qu'il a réalisé Mickey après de nombreuses tentatives avec d'autres espèces refusées par Walt : grenouille, chien, chat.
Michael Barrier reste plus vague et cite Lilian Disney, qui se souvient en 1956 que « Walt parlait à lui-même durant le trajet de chatons, de souris et autres choses du genre et qu'après s'être interrogé il décida que la souris était une idée sympa ». Barrier cite aussi Walt Disney qui déclare quelques années plus tard, un peu comme une légende, qu'il a choisi une souris du fait que le studio Laugh-O-Gram, où il travaillait à Kansas City au début des années 1920 était envahi par ces petits rongeurs, tout comme les films d'animation de l'époque et avait essayé d'en domestiquer une. Il précise que Paul Terry avait un couple de souris, au dessin très sobre, graphiquement assez proche de Mickey et Minnie.
Dans son livre Walt Disney Conversations, Kathy Merlock Jackson cite plus longuement l'interview tardive évoquée par Barrier. Elle en retient que Walt a été inspiré par une souris domestique (souris du foyer et non domestiquée) qui venait sur son bureau au studio Laugh-O-Gram. Voici ce que Walt avait déclaré :

« Elles [les souris] avaient l'habitude de se battre pour des miettes dans ma poubelle lorsque je travaillais seul tard dans la nuit. Je les prenais et les plaçais dans des cages sur mon bureau. Je fus particulièrement attendri par une souris domestique brune. C'était un petit gars assez timide. En le tapotant sur le nez avec mon crayon, j'ai réussi à lui apprendre à aller dans un cercle noir que je traçais sur ma planche à dessin. Quand j'ai quitté le Kansas pour tenter ma chance à Hollywood, j'ai souffert de le laisser derrière moi. Alors je l'ai précautionneusement emmené dans un jardin, m'assurant que les alentours étaient agréables, et ai laissé mon petit ami apprivoisé gambader vers la liberté. »

John Grant reprend la version de Mosley et Lambert déclarant que c'est d'après une interview de Walt Disney mais il précise que Walt a donné au fil du temps plusieurs versions de cette histoire. Il est toutefois moins catégorique pour le lieu, indiquant que « le train avait atteint le Middle West » et ajoute que Lilian aurait alors refusé le nom de Mortimer. Il précise que c'est en arrivant dans cette zone géographique que « la souris portait un pantalon rouge avec deux gros boutons » et que Walt avait établi le premier scénario. Grant relativise ensuite en expliquant que, d'après les sources disponibles, Walt est à l'origine de la personnalité et Iwerks de l'aspect graphique.
Selon d'autres sources, Walt Disney possédait quelques années plus tôt, durant la période difficile des studios à Kansas City, une souris apprivoisée nommée Mortimer (d'où le nom originel de Mickey). D'après John Kenworthy, Iwerks s'inspire des vieux dessins réalisés par Hugh Harman en 1925 autour d'une photographie de Walt Disney : des souris.
Plus prosaïquement, le chat a déjà été pris par Otto Messmer avec son célèbre Félix le Chat et les autres personnages animaliers ne peuvent pas avoir la personnalité voulue par Walt — un personnage espiègle, rusé et joyeux : 

« Nous pressentions que le public, et particulièrement les enfants, appréciaient les animaux petits et mignons. Je pense que nous sommes redevables de l'idée à Charlie Chaplin. Nous voulions quelque chose d'attirant et nous avons pensé à un petit bout de souris qui aurait quelque chose de la mélancolie de Chaplin — un petit bonhomme essayant de faire du mieux qu'il pouvait. »

— Walt Disney

« Si les gens rient de Mickey Mouse, c'est parce qu'il est extrêmement humain ; c'est là que réside le secret de sa popularité. »

— Walt Disney
Les autres personnages conçus à cette époque sont utilisés comme personnages secondaires, tels que Clarabelle et Horace.
La forte ressemblance entre Oswald, Mickey et, plus tard, Flip la grenouille marque le trait de crayon d'Iwerks, assez proche de celui d'Otto Messmer. Oswald le lapin et Mickey Mouse ont la même physionomie à leurs débuts. Iwerks a créé Mickey à partir de trois ronds pour la tête. Seules les oreilles les différencient réellement. Ce trait permet un dessin rapide du personnage et une animation aisée grâce au faible nombre d'éléments et à leur grande simplicité : des tubes pour les jambes, des cercles pour le corps. Mickey serait encore plus simple à dessiner grâce à ses oreilles toujours circulaires en toute circonstance (et non pointues comme Félix, ou pendantes comme Oswald) et sa queue faite d'un simple coup de crayon. John Grant rappelle qu'Iwerks a animé presque seul les cinq premiers courts métrages de Mickey, Ben Sharpsteen n'arriva quant à lui qu'en 1929.

### 1928: Premières apparitions cinématographiques
On établit souvent la date du 18 novembre 1928 comme celle de la naissance de Mickey car c'est la date de sortie, au Colony Theater de New York, de Steamboat Willie,,, film souvent considéré comme le premier dessin animé sonorisé (en réalité c'est Dinner Time sorti un mois auparavant le 14 octobre qui mérite ce titre).
Cependant, la réelle première apparition de Mickey a lieu dans le dessin animé Plane Crazy réalisé plus tôt dans l'année, mais muet et projeté le 15 mai 1928. Ce film inspiré de l'exploit de Charles Lindbergh ne conquiert pas le public. Malgré cet insuccès, Walt Disney lance un autre film, Mickey gaucho (The Gallopin' Gaucho), qui sort à la fin de l'été mais qui n'est pas non plus bien reçu. Ces difficultés s'ajoutent au fait que Walt Disney a du mal à trouver un distributeur pour ces dessins animés qui ressemblent trop à ses précédentes productions.
Contre toute attente, Walt Disney laisse se poursuivre la production du troisième film, Steamboat Willie, qui est présenté une première fois en muet le 29 juillet. Disney cherche alors un moyen d'attirer le public et observe qu'il manque quelque chose à ses productions qui les différencie de celles de ses concurrents et de ses précédentes. Le résultat de ses observations est cristallisé par la modification du troisième épisode Steamboat Willie. Comme il manque le son, Walt refait le film avec une bande sonore synchronisée, Steamboat Willie ressort alors avec du son synchronisé le 18 novembre.
Les deux premiers épisodes sont ensuite refaits avec une bande sonore et ressortent plus tard : Mickey gaucho le 30 décembre 1928 et Plane Crazy le 17 mars 1929.
Ci-dessous seront étudiés plus en détail, sous un angle différent, ces trois premiers films que sont Plane Crazy, Mickey gaucho et Steamboat Willie.

#### Première rencontre avec Minnie et Pat Hibulaire
Minnie apparaît dès le premier film de Mickey, Plane Crazy, sorti (sans son) le 15 mai 1928. Mickey y joue le rôle d'un pionnier de l'aviation qui tente de bricoler un avion avec les objets à disposition dans la grange de sa ferme. Minnie y interprète la fiancée de Mickey, à laquelle il fait endurer sa passion pour l'aviation. Il arrive à la convaincre de monter à bord de l'avion pour son premier vol et à faire décoller son appareil. Il effectue des acrobaties aériennes qui s'avèrent être de véritables péripéties. Minnie est même obligée d'utiliser ses dessous comme parachute pour ralentir sa chute de l'avion.
Minnie apparaît ensuite régulièrement dans les films sous son nom ou parfois sous des « pseudonymes ».
Le personnage de Pat Hibulaire (Pegleg Pete ou Black Pete) est né en 1925 dans la série Alice Comedies et apparaît au côté de Mickey Mouse dans le film Mickey gaucho (sorti, sans son, le 7 août 1928). Ce dessin animé est une parodie du film The Gaucho avec Douglas Fairbanks, sorti le 21 novembre 1927.
Mickey y joue le rôle d'un gaúcho chevauchant un nandou (oiseau proche de l'autruche) dans la pampa argentine. Il fait un arrêt à la Cantina Argentina, un lieu servant à la fois de bar et de restaurant. Mickey souhaite boire un coup et fumer le cigare. Le hors-la-loi recherché, Pegleg Pete (Pat Hibulaire), est présent dans l'établissement et profite de la bière amenée par la serveuse Donna Minnie, danseuse de tango à ses heures perdues. La prestation de Minnie attise les convoitises des membres de l'assistance, qui se lancent dans des affrontements pour la belle. Pete enlève Minnie et tente de s'enfuir à cheval. Mickey le poursuit alors sur son nandou et se lance dans un duel à l'épée. Mickey gagne le duel et s'enfuit avec Minnie.
Pat Hibulaire poursuit son rôle de méchant récurrent mais devient parfois un simple personnage secondaire.

#### L'arrivée du parlant
Steamboat Willie est diffusé en public pour la première fois le 18 novembre 1928. On retrouve à la direction Walt Disney et Ub Iwerks, ce dernier est aussi le chef animateur, assisté de Johnny Cannon, de Les Clark, de Wilfred Jackson et de Dick Lundy. L'histoire est une parodie du film Cadet d'eau douce (Steamboat Bill Jr.) avec Buster Keaton et Ernest Torrence, sorti le 12 mai 1928[réf. nécessaire].
Steamboat Willie n'est ni le premier dessin animé de Mickey Mouse, ni le premier film avec une bande sonore synchronisée pour la musique, le son et les dialogues. Cette dernière distinction revient à Dinner Time (14 octobre 1928) de la série Aesop's Fables produite par Paul Terry et utilisant le procédé DeForest permettant un son mono. D'autres dessins animés avaient déjà une bande sonore mais le son n'était pas synchronisé. Il en est ainsi pour la série des Sound Car-Tunes (environ 30 films) produite entre mai 1924 et septembre 1926 par les Fleischer Studios — studios dirigés par Dave et Max Fleischer.
Steamboat Willie est pourtant le film utilisé comme date officielle de la naissance de Mickey Mouse et très souvent comme le premier film d'animation avec du son. Ces éléments sont surtout dus à l'importante reconnaissance du public. Les historiens de l'animation ont longuement débattu sur le compositeur de la musique originale du film. Ce rôle a été attribué à Wilfred Jackson, Carl Stalling et Bert Lewis mais rien ne le confirme clairement. Leonard Mosley et Christopher Finch relatent que seul Jackson savait jouer d'un instrument : l'harmonica,. Dans la version de travail, le reste de la bande sonore est essentiellement composé de bruitages sonores réalisés avec les moyens du bord, dans un garage, tandis que les « voix » de Mickey et de Minnie sont jouées par Walt Disney en personne. Pour la version finale, Leonard Mosley indique que c'est le chef d'orchestre Carl Edouarde qui supervisa l'enregistrement des effets sonores moyennant une somme importante. Les effets sonores furent placés sur la bande du film grâce au système Cinephone de Pat Powers.
Mickey est matelot sur le Steamboat Willie, sous les ordres du Capitaine Pete, pourtant on aperçoit le moussaillon sifflant à la barre au début du film. Ensuite, le capitaine arrive et reprend les commandes en ordonnant à Mickey de briquer le pont. Ils stoppent à un ponton pour embarquer des marchandises. À peine sorti du port, leur seul passager arrive sur le ponton. C'est une passagère, Minnie, qui arrive en retard pour l'embarquement. Mickey utilise une grue pour attraper Minnie sur le bord de la rive et la hisser à bord. Minnie perd accidentellement sa partition de la chanson populaire Turkey in the Straw et la feuille de papier est mangée par une chèvre, un des animaux embarqués. Mickey et Minnie utilisent alors la queue de l'animal comme manivelle et la chèvre devient un phonographe. Mickey poursuit en utilisant les objets et animaux du bord comme instruments de musique. Le capitaine Pete est rapidement gêné par le vacarme et renvoie Mickey au travail : il est condamné à éplucher des pommes de terre pour le reste du voyage. Un perroquet tente de l'amuser mais, agacé, Mickey lui lance une pomme de terre, ce qui fait chuter le volatile dans la rivière. Cette scène est la scène finale.
D'après les journaux, le public au moment de la sortie de Steamboat Willie est très impressionné par l'utilisation du son dans un but comique. Les films parlants sont alors considérés comme innovants et le premier film avec des séquences de paroles, Le Chanteur de jazz (1927) avec en vedette Al Jolson, n'est sorti que le 6 octobre 1927, soit moins de 60 semaines auparavant. Durant l'année qui s'est écoulée, la plupart des lieux de projection américains se sont équipés de systèmes sonores. Walt Disney a voulu profiter de cette nouvelle tendance et parvient visiblement à ses fins. Grâce à cet avantage sonore, Mickey Mouse devient le personnage animé le plus important du moment et, avec la ressortie des deux films précédents avec une bande sonore, le succès et la popularité de la souris sont grandissants.
Le quatrième film de Mickey, Bal de campagne (The Barn Dance), sort le 14 mars 1929. Il est le premier d'une série de douze courts métrages sortis la même année. Avec ce film, Disney est en position de proposer pas moins de quatre films au printemps 1929, alors que ne nombreux studios hésitent encore à faire des films parlants. Le terme « parlant » est d'ailleurs un peu exagéré car ce n'est qu'avec The Karnival Kid (23 mai 1929) que la souris prononce ses premières paroles compréhensibles avec les mots « Hot dogs, Hot dogs ! ».

#### Une évolution graphique: la première paire de gants
« Ne vous êtes-vous jamais demandé pourquoi nous portions toujours ces gants blancs ?
« Ever wonder why we always wear these white gloves? » »

— Plusieurs personnages (avec des variations mineures)
Un signe distinctif, devenu essentiel de la tenue de Mickey, réside dans ses gants. Mickey ne commence à porter des gants blancs qu'à partir du film L'Opéra (The Opry House), sorti le 28 mars 1929. C'est le second film de l'année 1929 et la souris porte ensuite presque toujours des gants blancs. Une des raisons probables est que, dans les films en noir et blanc à partir de The Opry House — le premier film en couleur de Mickey est La Fanfare en 1935 —, il faut que le public puisse distinguer les mains du personnage lorsqu'elles passent devant son corps de couleur noire. Justement, dans ce film, Mickey est pianiste, il est alors inconcevable de ne pas voir ses mains. Les trois lignes noires sur le dessus du gant représentent les plis piqués prévus dans la fabrication des gants dans le prolongement des doigts, typiques des gants d'enfants de l'époque[réf. nécessaire].

### 1929: Un personnage aux nombreux rôles
Les films de l'année 1929 donnent au personnage de Mickey un large panel de rôles dont voici quelques-uns. Cette grande succession de rôles semble avoir motivé Walt Disney à sous-entendre, en 1933, que Mickey Mouse est un acteur engagé par les studios Disney et non un personnage vivant toutes les histoires concoctées par les animateurs et scénaristes.
Le 12 août 1929, Walt Disney se voit accorder, en tant que créateur, les droits d'utilisation de la marque déposée Mickey Mouse pour le cinéma, à la suite du dépôt d'un dossier à l'USPTO. D'autres utilisations lui sont accordées dans les années qui suivent.

#### Mickey amoureux
Dans The Barn Dance, sorti le 14 mars 1929, Mickey est éconduit par Minnie au profit de Pat Hibulaire. Ce dernier est, en sa faveur, présenté dans ce film comme un gentleman maniéré et non comme un méchant menaçant. Mickey est par ailleurs présenté non en héros mais en simple jeune prétendant malchanceux. Dans sa tristesse et son chagrin d'amoureux éconduit, il apparaît inhabituellement émotif et vulnérable.
Certaines critiques ont vu simplement dans ce film un moyen supplémentaire pour Disney d'ajouter un peu plus à l'empathie du public envers le personnage[réf. nécessaire].

#### Une simple souris
Dans When the Cat's Away, sorti le 18 avril 1929, Mickey apparaît dans un remake d'un épisode des Alice Comedies intitulé Alice Rattled by Rats (1925). Dans ce film, un chat nommé Kat Nipp vit dans une demeure où il passe une grande partie de son temps à boire de l'alcool. Sa présence empêche les souris de la maison de vivre. Un jour, Kat Nipp s'absente pour aller chasser au-dehors. Une armée de souris profite de cette absence pour envahir la maison à la recherche de nourriture. Parmi les souris, Mickey et Minnie tentent de transformer le regroupement en une fête.
Le chat Kat Nipp est déjà apparu auparavant dans The Opry House et est désigné sous le terme « Tom Cat » (le chat de Tom) ce qui ne doit pas être confondu avec le chat Tom, covedette de la série créée en 1940 par William Hanna et Joseph Barbera, Tom et Jerry.
Ce court métrage décrit de manière inhabituelle Mickey et Minnie comme de simples souris. De plus, les deux personnages reçoivent une taille proche de celle des souris réelles. Les épisodes précédents et suivants leur attribuent plutôt une taille proche de celle des humains, et même un peu plus petite.
Ce film a été réalisé durant la prohibition et l'alcool présenté serait de l'alcool de contrebande[réf. nécessaire].

#### Mickey soldat
Dans The Barnyard Battle, sorti le 25 avril 1929, Mickey est présenté comme un soldat et prend part aux combats. Mickey est une jeune recrue de la guerre entre les souris et les chats. Son unité est opposée à celle dirigée par Pat Hibulaire. Le court métrage décrit une guerre fictive mais attribue à chaque camp des éléments remarquables. Ainsi les chats possèdent des casques à pointe utilisés par l'armée de l'Empire allemand durant la Première Guerre mondiale (1914-1918) tandis que les souris chantent des hymnes des États confédérés d'Amérique lors de la Guerre de Sécession (1861-1865). Ces deux événements sont encore récents dans les esprits des Américains en 1929.

#### Mickey explorateur durant la Grande Dépression
L'un des derniers courts métrages de l'année 1929, Jungle Rhythm, sorti le 15 novembre 1929, présente Mickey en explorateur dans un safari quelque part en Afrique.
Mickey monte un éléphant et tient une arme dans cette expédition. Mais il se retrouve coincé entre un lion et un ours. Il tente de les apaiser en jouant de la musique. La suite du film est une succession de musique permettant de faire danser des animaux de la jungle. Les airs vont du Yankee Doodle et du Turkey in the Straw aux Auld Lang Syne, Beau Danube bleu et Aloha `Oe.
Ce film évoque les Britanniques du début du XXe siècle parcourant le monde et explorant ses richesses. Toutefois, les successions d'animaux semblent évoquer les difficultés quotidiennes des Américains dans ce début de Grande Dépression à la suite du Jeudi noir.

### 1930: débuts sur plusieurs supports
L'année 1930 marque une évolution du personnage sur plusieurs points, surtout pour les supports de présentation du personnage. Walt Disney ne cantonne pas son personnage aux seuls films d'animation. Cet élargissement des supports engendre des évolutions au niveau graphique et aussi de la personnalité de Mickey.

#### Mickey et la musique classique
Après un spectacle solo dans The Opry House en 1929, Mickey poursuit sa carrière musicale en 1930. Au début de l'année 1930, deux courts métrages de Mickey traitant de la musique classique sont réalisés et sortent à moins de 15 jours d'intervalle. The Barnyard Concert, sorti le 3 mars 1930, présente Mickey à la tête d'un orchestre composé d'animaux de ferme. Les seuls personnages reconnaissables sont Clarabelle en flûtiste et Horace en percussionniste. L'interprétation de l'ouverture de Poète et Paysan de Franz von Suppé est très drôle mais, comme l'ont fait remarquer certaines critiques, plusieurs gags sont des reprises des précédents films.
Le second film est d'abord sorti le 14 mars 1930 sous le nom de Fiddlin' Around et ensuite réédité sous le titre Just Mickey. Les deux titres permettent une bonne compréhension du sujet évoqué : Mickey est un violon soliste qui interprète plusieurs titres. Les morceaux sont l'ouverture de Guillaume Tell de Rossini, la Rêverie de Robert Schumann, et la Rhapsodie hongroise no 2 de Franz Liszt.
Ces dessins animés suscitent quelques années plus tard (1934) l'édition par RCA Victor de disques contenant des versions orchestrées des musiques des courts métrages. Ce sont les premières bandes originales de film de l'industrie phonographique. La plupart de ces disques sont des enregistrements de Frank Luther et son orchestre datés de novembre 1933[réf. nécessaire].

#### Départ d'Iwerks et conséquences
C'est au mois de mars 1930, qu'Ub Iwerks décide de partir fonder son propre studio après avoir eu des problèmes avec Walt Disney mais surtout après la proposition de financiers menés par Pat Powers (ancien distributeur de Disney récemment remplacé par Columbia Pictures) de cofinancer la création de son studio. Il se retire tout d'abord de la production des bandes dessinées dès la fin mars et semble avoir fini la réalisation du court métrage en cours The Cactus Kid.
Ce court métrage, sorti le 11 avril 1930, est conçu comme la parodie d'un Western, comme l'indique son titre. Mais il est plus considéré comme un remake au Mexique de The Gallopin' Gaucho (situé en Argentine). Mickey y est à nouveau un voyageur solitaire qui entre dans une taverne locale et s'approche des danseuses. La dernière danseuse est Minnie et le prétendant rival à nouveau Pat Hibulaire sous le pseudonyme de Peg-Leg Pedro. C'est la première fois dans un court métrage que Pat possède une jambe en bois. Cette caractéristique du personnage devient ensuite récurrente[réf. nécessaire]. À l'opposé, Horace est à nouveau utilisé de manière non-anthropomorphique, il est un vrai cheval remplaçant l'autruche dans The Gallopin' Gaucho.
Iwerks part fonder l'Iwerks Studio et crée son personnage de Flip la grenouille. Ce départ marque un tournant dans la carrière de Mickey et aussi de Walt Disney. Walt perd son plus proche ami et collègue depuis 1919. Mickey perd son (co-)créateur, seul responsable de son dessin original et directeur de son animation depuis sa naissance.
Walt Disney décide de remplacer Iwerks par d'autres animateurs-dessinateurs. Pour les courts métrages, le remplaçant est David Hand qui travaille sur les Mickey Mouse jusqu'à la fin de l'année 1932[réf. nécessaire].
Le court métrage suivant est The Fire Fighters qui met Mickey aux prises avec des incidents. La seconde histoire en bande dessinée, Mickey dans la vallée infernale, prend comme base le film de Cactus Kid alors en finalisation et présente les autres personnages des films d'animations tels que Pat Hibulaire, Horace, Clarabelle, l'avocat corrompu maître Chicaneau et Mortimer Mouse, l'oncle de Minnie. La parution de l'histoire débute le 1er avril 1930. Elle se poursuit jusqu'au 20 septembre.

#### Un animal de compagnie: Pluto
Au début de l'année 1930, dans La Symphonie enchantée (The Chain Gang), Mickey rencontre un personnage canin non anthropomorphique et anonyme. Un chien similaire apparaît ensuite dans The Picnic sous le nom de Rover mais c'est le chien de compagnie de Minnie.
Quelques mois plus tard, en 1931, le chien est renommé Pluto dans The Moose Hunt. Mickey part chasser avec lui. Il conserve dès lors son nom et son maître. Minnie a plus tard, en remplacement, un chat nommé Figaro mais seulement à partir des années 1940.
Étonnamment, le meilleur ami de Mickey, Dingo, apparu l'année suivante, et son animal de compagnie sont des représentants de la race canine, l'un anthropomorphe et l'autre non.

### 1931: le début des rôles récurrents
En 1931, Mickey commence à reprendre certains rôles qu'il a déjà tenus. Dans The Cactus Kid, considéré comme un remake au Mexique de The Gallopin' Gaucho, Mickey part à nouveau à la poursuite de Minnie prise en otage par Pat Hibulaire.
Ce rôle récurrent de chevalier sauvant la « demoiselle en détresse » Minnie est repris dans The Klondike Kid (1932), dans Mickey in Arabia (1932) et même parodié par les animateurs de Disney dans le faux film Galloping Romance, inclus dans Mickey's Gala Premier (1933). De même, Mickey sauve à nouveau Minnie d'un gorille dans The Pet Store (1933) après l'avoir fait dans The Gorilla Mystery (1930).
Depuis 1930, la série des Mickey Mouse n'est plus réellement le lieu pour des essais d'animation, comme avec la musique. C'est plutôt le rôle dévolu aux Silly Symphonies, série lancée en 1929. Les Mickey Mouse sont devenus le vivier d'entraînement des jeunes animateurs. La seule innovation date de 1932 avec un dessin animé en couleur mais qui celle-ci ne s'impose qu'à partir de 1935[réf. nécessaire].

### 1932: Évolution et internationalisation de Mickey

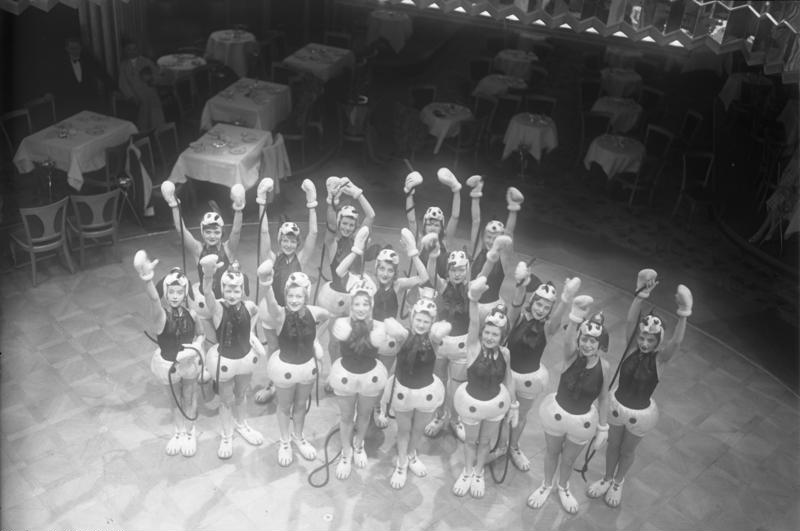
Spectacle Micki-Maus-Revue-Girls à Berlin en janvier 1931.

Très tôt, les distributeurs de films comme Pathé, présent des deux côtés de l'Atlantique, diffusent les courts métrages de Mickey dans le monde entier. Le public est rapidement conquis par ce personnage joyeux et attendrissant. De nombreuses adaptations du personnage inondent le monde avec les films, les publications ou des spectacles tel que celui des Micki-Maus-Revue-Girls donné à Berlin dès janvier 1931[réf. nécessaire].
En 1932, Gottfredson donne à Mickey une famille un peu plus étoffée avec l'apparition dans Mickey's Nephews de deux neveux, Morty et Ferdie, qui sont rebaptisés Jojo et Michou en novembre 1935 dans Le Journal de Mickey. Ces deux personnages apparaissent au cinéma dans Mickey's Steamroller en 1934.

### 1933-1937: Un personnage (trop?) populaire
Les histoires s'étoffent en 1934 avec l'arrivée de Donald Duck. Le trio Mickey, Donald et Dingo offre aux scénaristes de nombreuses possibilités de gags comme le célèbre Mickey pompier (Mickey's fire Brigade, 3 août 1935). Les effets comiques sont augmentés par l'utilisation de la couleur à partir du début de l'année 1935. Le premier court métrage en couleurs est La Fanfare (The Band concert, 23 février 1935). Les histoires se succèdent alors au rythme d'une petite dizaine par an. Techniquement, ce sont plutôt les Silly Symphonies qui voient l'apparition de nouvelles techniques mais, en 1937, Les Revenants solitaires marque le premier usage de la "peinture transparente", un effet spécial utilisé ici pour les fantômes.
Mais le caractère du personnage évolue en raison de cette mondialisation[pas clair]. Mickey devient sage. Il ne tente plus de voler un baiser à Minnie comme dans Plane Crazy, n'a plus sa magie qui lui permettait de modeler les objets ou de faire d'une chèvre un gramophone dans Steamboat Willie. Il devient un « homme bien sous tous rapports ».
Robert Heide et John Gilman expliquent qu'avec l'augmentation de la popularité de Mickey et que les produits dérivés se font plus nombreux, son influence sur le public va grandissante. Mais en parallèle, les parents demandent, de façon de plus en plus insistante, que le personnage respecte les règles de bonnes conduites, afin d'être un bon modèle auquel leurs enfants pourront s'identifier. Mickey abandonne ainsi petit à petit les rôles avec de mauvaises actions au profit d'un rôle de maître de cérémonie ou de simple second rôle. Ses derniers rôles principaux avec des bêtises qui donnent lieu à des gags sont Le Rival de Mickey et De l'autre côté du miroir, datant tous deux de 1936. De plus, les anciens personnages secondaires obtiennent leurs propres séries à partir de 1938 avec Trappeurs arctiques mettant en scène Donald et Dingo.

### 1938-1953: Disparition de l'écran et fin de la série
À partir de 1938, Mickey est de plus en plus difficile à mettre en scène au cinéma. Son caractère est trop strict et lui faire faire des bêtises comme à ses débuts l'aurait transformé en un autre Donald Duck. Sa popularité incite Disney à produire sa première émission de radio, Mickey Mouse Theater of the Air, diffusée sur NBC avec Mickey interprété par Walt.
En animation, seule la séquence de L'Apprenti sorcier de Fantasia (1940) a réellement permis de le mettre en scène. Ensuite, il fait plutôt des apparitions, laissant la vedette à Pluto, Dingo mais surtout à Donald. En parallèle les productions de Disney subissent des changements. On peut noter l'arrêt des Silly Symphonies mais aussi un redéploiement, voulu par Walt, des animateurs en équipes séparées spécialisées sur des personnages. Cette répartition, en plus d'être financièrement plus économique, permet aussi une meilleure qualité sur chaque personnage, Donald est ainsi confié à Jack Hannah et Jack King, Pluto à Norman Ferguson et Nick Nichols, Mickey à Bill Roberts et Riley Thomson tandis Jack Kinney prend en charge Dingo.
En 1941, les animateurs de Disney tentent, dans quelques courts métrages, de donner à Mickey des oreilles répondant aux principes en trois dimensions mais ces tentatives n'ont pas abouti à un changement et Grant les qualifie même de « désastre ». Il explique que, malgré ce genre d'initiative, l'aspect graphique de Mickey se résume à « ce qui peut être rapide à dessiner au moindre coût ». Mais les films ne sont pas pourtant de « faible qualité ».
Mais comme l'écrit James Conniff en 1949 dans The Marionestist (cité par John Grant), Mickey ne pouvait plus faire les quatre-cents coups car « il était devenu le parangon de la vertu sous la pression de près de 500 millions de fans qui une année durant le zénith de sa gloire payaient pour les tickets [de cinéma]… pour voir leur idole. »[réf. nécessaire]
Walt Disney décide de poursuivre jusqu'en 1943 la production des courts métrages regroupés sous le titre Mickey Mouse, même si Mickey n'y fait que de brèves apparitions. La Seconde Guerre mondiale force les studios à éclipser légèrement Mickey au profit de personnages « plus proches des hommes » comme Donald, qui est utilisé dans des films de « propagande »[réf. nécessaire].
Officiellement, son dernier film marquant le début de cette période d'absence date de 1942 avec L'Heure symphonique. Cependant, il fait une apparition en 1943 dans Pluto et l'Armadillo et une autre en 1946 dans Les Locataires de Mickey, dans lesquels c'est Pluto la vedette.
Après la Seconde Guerre mondiale, Mickey réapparaît au cinéma pour quelques courts métrages entre 1946 et 1952, tandis que l'Allemagne privée des productions américaines depuis 1935, voit réapparaitre à partir de 1951 l'univers de Disney, avec entre autres le lancement du magazine Micky Maus.

### Années 1980: le retour
1983 marque le retour de Mickey au cinéma dans le moyen métrage Le Noël de Mickey. Il reviendra dès lors ponctuellement au cinéma et à la télévision, au travers de courts ou moyens métrages isolés ou de mini-séries, sans pour autant qu'une série Mickey Mouse à part entière soit recréée.

## Filmographie
Voici la liste des courts métrages de la série Mickey Mouse qui a débuté en 1928. Pour la filmographie complète de Mickey Mouse, merci de consulter la Filmographie de Mickey Mouse.

### Années 1920

#### 1928
- Plane Crazy. Sorti une première fois le 15 mai 1928 en version muette, ressorti en 1929 en version sonore grâce au succès de Steamboat Willie. Premières apparitions de Minnie Mouse et de la vache qui deviendra Clarabelle.
- Mickey gaucho (The Gallopin' Gaucho). Avec Minnie et Pat Hibulaire, dont c'est la première confrontation avec Mickey[39]. Produit au printemps 1928 mais sonorisé et sorti seulement après Steamboat Willie le 30 décembre 1928.
- Steamboat Willie. Avec Minnie et Pat Hibulaire. Parodie du film avec Buster Keaton et Ernest Torrence, Steamboat Bill Jr. Premier court-métrage parlant de Disney, sorti le 18 novembre 1928 et considéré comme l'« acte de naissance officiel de Mickey ».

#### 1929
- Bal de campagne (The Barn Dance). Avec Minnie et Pat Hibulaire.
- L'Opéra (The Opry House). Avec Minnie (en poster) et Kat Nipp.
- When the Cat's Away. Avec Minnie et Kat Nipp.
- Champ de bataille (The Barnyard Battle). Avec Pat Hibulaire.
- Mickey laboureur (The Plow Boy). Avec Minnie et Clarabelle. Première apparition du cheval qui deviendra Horace.
- The Karnival Kid. Avec Minnie, Clarabelle et Kat Nipp.
- Mickey's Follies. Avec Minnie et Patricia Pig.
- La Locomotive de Mickey (Mickey's Choo-Choo). Avec Minnie.
- Le Fou de jazz (The Jazz Fool). Avec Horace.
- Les Rythmes de la jungle (Jungle Rhythm).
- The Haunted House.
- Les Vagues sauvages (Wild Waves). Avec Minnie.

### Années 1930
| - Concert rustique (The Barnyard Concert). Avec Horace et Clarabelle. - Just Mickey (Fiddlin' Around). - Qui s'y frotte s'y pique (The Cactus Kid). Avec Minnie, Horace et Pat Hibulaire. - Combattants du feu (The Fire Fighters). Avec Minnie et Horace. - La Fête joyeuse (The Shindig). Avec Minnie et Patricia Pig. Clarabelle Cow acquiert son nom définitif. - Symphonie enchaînée (The Chain Gang). Avec Clarabelle et Pat Hibulaire. Première apparition d'un chien anonyme qui deviendra Pluto. - Gare au gorille (The Gorilla Mystery). Avec Minnie. - Le Pique-nique (The Picnic). Pluto réapparaît sous le nom de Rover en tant que chien de Minnie. - Mickey pionnier (Pioneer Days). Avec Minnie. | - Le Goûter d'anniversaire (The Birthday Party). Avec Minnie, Clarabelle et Horace. - Mickey et les Embouteillages (Traffic Troubles). Avec Minnie et Percy Pig. - L'Esseulé (The Castaway). - La Chasse à l'élan (The Moose Hunt). Pluto acquiert son nom définitif. - The Delivery Boy. Avec Minnie et Pluto. - Mickey est de sortie (Mickey Steps Out). Avec Minnie et Pluto. - Rythme en bleu (Blue Rhythm). Avec Minnie, Pluto, Clarabelle et Horace. - Fishin' Around. Avec Pluto. - Diffusion Maison (The Barnyard Broadcast). Avec Minnie et Pluto. - The Beach Party. Avec Minnie, Pluto, Clarabelle et Horace. - Mickey jardinier (Mickey Cuts Up). Avec Minnie et Pluto. - Les Orphelins de Mickey (Mickey's Orphans). Avec Minnie et Pluto. |

| - La Chasse au canard (The Duck Hunt). Avec Pluto. - L'Épicier (The Grocery Boy). Avec Minnie et Pluto. - Chien enragé (The Mad Dog). Avec Pluto et Pat Hibulaire. - Olympiques rustiques (Barnyard Olympics). Avec Minnie et Pat Hibulaire. - Mickey au théâtre (Mickey's Revue). Avec Minnie. Première apparition de Dingo (Goofy). - Le Fermier musicien (Musical Farmer). Avec Minnie et Pluto. - Mickey in Arabia. Avec Minnie. - Le Cauchemar de Mickey (Mickey's Nightmare). Avec Minnie et Pluto. - Trader Mickey. Avec Pluto. - The Whoopee Party. Avec Minnie, Dingo, Clarabelle, Horace et Patricia Pig. - Mickey marque un essai (Touchdown Mickey). - Mickey et le Canari (The Wayward Canary). Avec Minnie et Pluto. - Mickey au Grand Nord (The Klondike Kid). Avec Minnie, Pluto et Pat Hibulaire. - Mickey père Noël (Mickey's Good Deed). Avec Pluto et Pat Hibulaire. | - Bâtissons (Building a Building). Avec Minnie, Pluto et Pat Hibulaire. - The Mad Doctor. Avec Pluto. - Mickey et son ami Pluto (Mickey's Pal Pluto). Avec Minnie et Pluto. - Mickey's Mellerdrammer. Avec Minnie, Dingo, Clarabelle et Horace. - Mickey au Moyen Âge (Ye Olden Days). Avec Minnie, Dingo et Clarabelle. - Mickey postier du ciel (The Mail Pilot). Avec Minnie et Pat Hibulaire. - Mickey mécano (Mickey's Mechanical Man). Avec Minnie. - Mickey's Gala Premier. Avec Minnie, Pluto, Clarabelle et Horace. Caricatures des stars de l'époque. - Le Premier Amour (Puppy Love). Avec Minnie, Pluto et Fifi, la chienne de Minnie - The Steeple Chase. Avec Minnie. - The Pet Store. Avec Minnie. - Mickey au pays des géants (Giantland). Avec Minnie. |

| - Marin malgré lui (Shanghaied). Avec Minnie et Pat Hibulaire. - L'Art du camping (Camping Out). Avec Minnie. - Pluto jongleur (Playful Pluto). Avec Pluto. - Mickey Gulliver (Gulliver Mickey). - Le Rouleau-compresseur de Mickey (Mickey's Steamroller). Première apparition de Jojo et Michou, neveux de Mickey. - Le Gala des orphelins ou Mickey bienfaiteur (Orphan's Benefit). Donald Duck apparaît pour la première fois aux côtés de Mickey. Ce court-métrage fera l'objet d'un remake en couleurs en 1941. - Mickey papa (Mickey Plays Papa). Avec Pluto. - Un enlèvement de chien (The Dognapper). Avec Minnie, Donald et Pat Hibulaire. - Mickey tireur d'élite (Two-Gun Mickey). Avec Minnie et Pat Hibulaire. | - Robinson Mickey (Mickey's Man Friday). - La Fanfare (The Band Concert). Avec Dingo, Horace, Clarabelle et Donald. L'un des premiers Mickey en couleurs, considéré souvent comme l'un des meilleurs. - Les Joyeux Mécaniciens (Mickey's Service Station). Avec Dingo, Donald et Pat Hibulaire. - Le Kangourou de Mickey (Mickey's Kangaroo). Avec Pluto. - Le Jardin de Mickey (Mickey's Garden). Avec Pluto. - Mickey pompier (Mickey's Fire Brigade). Avec Dingo, Donald et Clarabelle. - Le Jour du jugement de Pluto (Pluto's Judgement Day). Avec Pluto. - Mickey patine (On ice). Avec Minnie, Dingo, Donald, Clarabelle, Horace et Pluto. |

| - L'Équipe de Polo (Mickey's Polo Team). Mickey, Dingo, Donald et le Grand Méchant Loup y affrontent des stars de l'époque : Stan Laurel, Oliver Hardy, Harpo Marx, Charlie Chaplin, etc. - Partie de campagne (Orphan's Picnic). Avec Donald. - Grand Opéra (Mickey's Grand Opera). Avec Dingo, Horace, Clarabelle, Pluto, Clara Cluck et Donald. - De l'autre côté du Miroir (Thru the Mirror). Hommage au livre de Lewis Carroll - Le Rival de Mickey (Mickey's Rival). Avec Minnie. Le rival en question se nomme Mortimer comme Mickey à ses tout débuts. - Le Déménagement de Mickey (Moving Day). Avec Dingo, Donald et Pat Hibulaire. - Les Alpinistes (Alpine Climbers). Avec Pluto et Donald. - Le Cirque de Mickey (Mickey's Circus). Avec Donald. - Donald et Pluto (Donald and Pluto). Avec Pluto. Bien que dans la série Mickey Mouse, Mickey n'apparaît pas. C'est la première fois que Donald est considéré comme le maître de Pluto. - L'Éléphant de Mickey (Mickey's Elephant). Avec Pluto. | - Le mouton devient loup (The Worm Turns). Avec Pluto. - Mickey Magicien (Magician Mickey). Avec Dingo et Donald. - Chasseurs d'élans (Moose Hunters). Avec Dingo et Donald. - Amateurs de Mickey (Mickey's Amateurs). Avec Donald, Dingo, Horace (dans le public), Clarabelle, Clara Cluck et Pat Hibulaire. - Vacances à Hawaï (Hawaiian Holiday). Avec Dingo, Minnie, Donald et Pluto. - Nettoyeurs de pendules (Clock Cleaners). Avec Dingo et Donald. - Les Revenants solitaires (Lonesome Ghost). Avec Dingo et Donald. |

| - Constructeurs de bateau (Boat Builders). Avec Dingo, Minnie et Donald. - La Remorque de Mickey (Mickey's Trailer). Avec Dingo et Donald. - Chasseurs de baleines (The Whalers). Avec Dingo et Donald. - Le Perroquet de Mickey (Mickey's Parrot). Avec Pluto. - Le Brave Petit Tailleur (Brave Little Tailor) Avec Minnie. | - Mickey à l'exposition canine (Society Dog Show). Avec Pluto et Fifi. - Chien d'arrêt (The Pointer). Avec Pluto. |

### Années 1940

#### 1940
- Le Remorqueur de Mickey (Tugboat Mickey). Avec Donald et Dingo.
- Le Rêve de Pluto (Pluto's Dream House). Avec Pluto.
- Le Voyage de Mickey (Mr. Mouse Takes a Trip).

#### 1941
- Le Tourbillon (The Little Whirlwind). Avec Minnie.
- Pluto majordome (A Gentleman's Gentleman). Avec Pluto.
- Mickey et Pluto golfeurs (Canine Caddy). Avec Pluto.
- Les Années 90 (The Nifty Nineties). Avec Minnie. Apparitions de Dingo, Donald, Daisy, Riri, Fifi et Loulou.
- Mickey bienfaiteur (Orphan's Benefit). Avec Donald, Dingo, Horace, Clarabelle et Clara Cluck. Remake en couleurs du court-métrage homonyme de 1934.
- Tends la patte (Lend a Paw). Avec Pluto.

#### 1942
- L'Anniversaire de Mickey (Mickey's Birthday Party). Avec Minnie, Dingo, Donald, Horace, Clarabelle...
- L'Heure symphonique (Symphony Hour). Avec Pat Hibuliare, Dingo, Donald, Horace, Clarabelle...

#### 1943
- Pluto et l'Armadillo (Pluto and the Armadillo)[40]. Avec Pluto.

#### 1946
- Les Locataires de Mickey (Squatter's Rights)[40]. Avec Pluto, Tic et Tac.

#### 1947
- Rendez-vous retardé (Mickey's Delayed Date). Avec Minnie et Pluto.

#### 1948
- Mickey, Pluto et l'Autruche (Mickey's Down Under)[41]
- Mickey et le Phoque (Mickey and the Seal). Avec Pluto.

### Années 1950

#### 1951
- Plutopia[42]. Avec Pluto et Milton.
- Pluto et le Raton laveur (R'coon Dawg) Avec Pluto.

#### 1952
- La Fête de Pluto (Pluto's Party) Avec Pluto.
- L'Arbre de Noël de Pluto (Pluto's Christmas Tree). Avec Minnie, Pluto, Tic et Tac. Apparitions de Minnie, Donald et Dingo.

#### 1953
- Mickey à la plage (The Simple Things) Avec Pluto.